# 苓桂朮甘湯
苓桂朮甘湯（りょうけいじゅつかんとう）は、漢方薬の一つ。病院で処方される医療用医薬品と薬局等で購入できる一般用医薬品がある。水分循環を改善し水毒を取り去ることによって、めまいや立ちくらみ、耳鳴りなどを改善する効果がある。これを構成する4種類の生薬から1文字ずつを取って、苓桂朮甘湯と名づけられた。

## 構成生薬

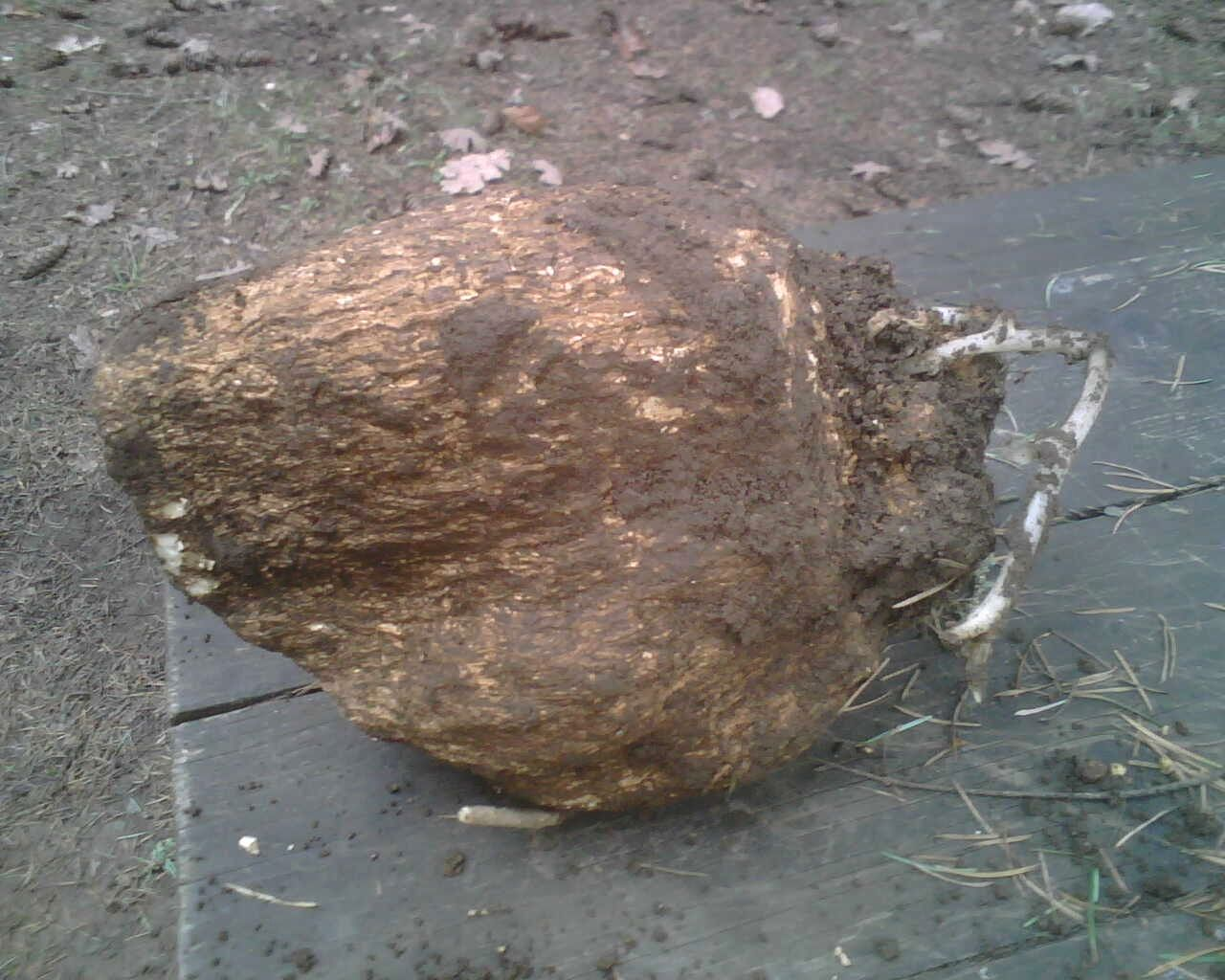
茯苓
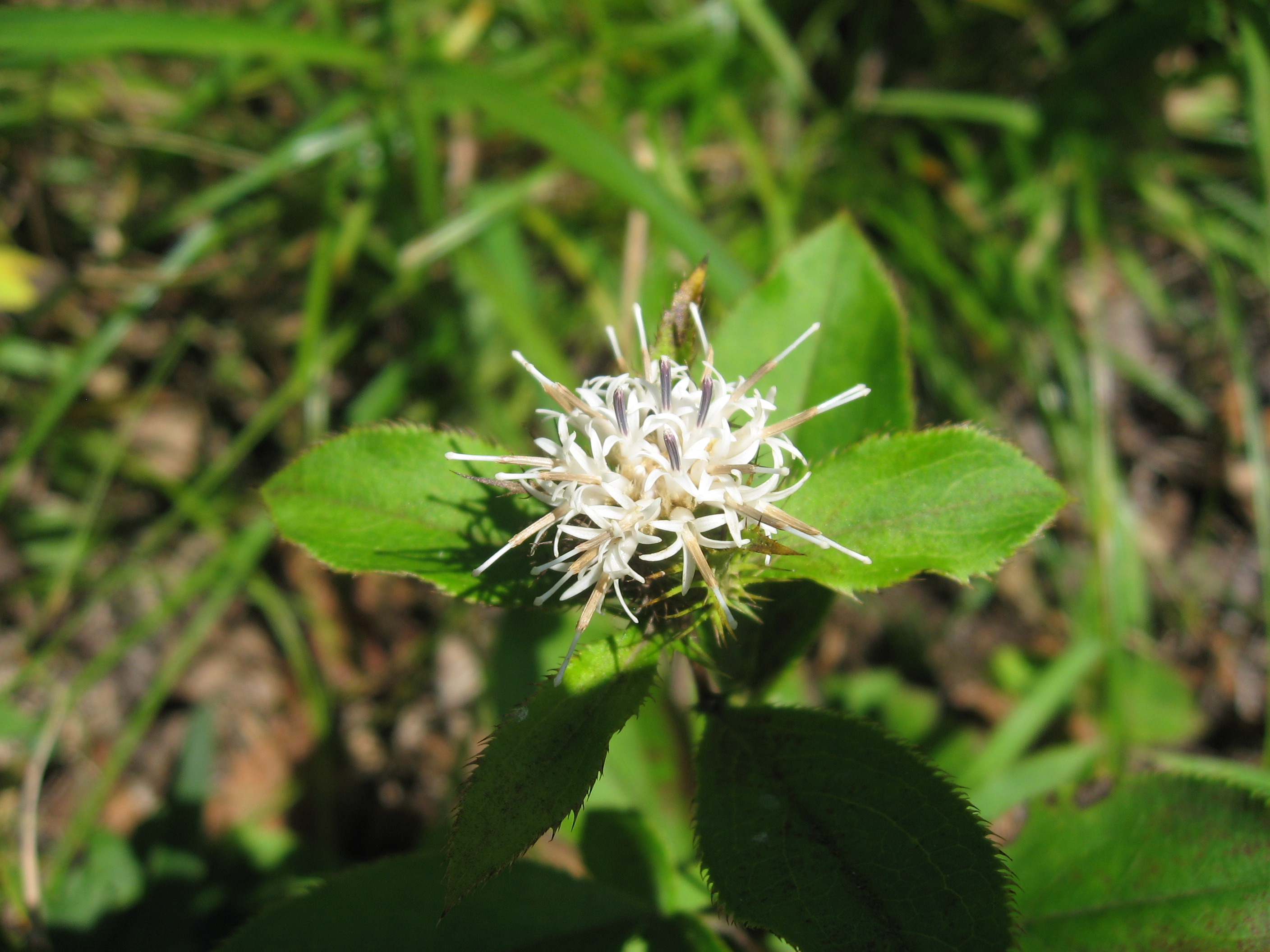
白朮[注 1]
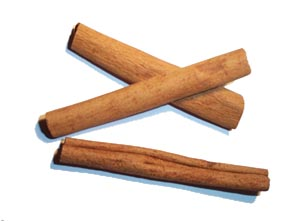
桂枝[注 2]
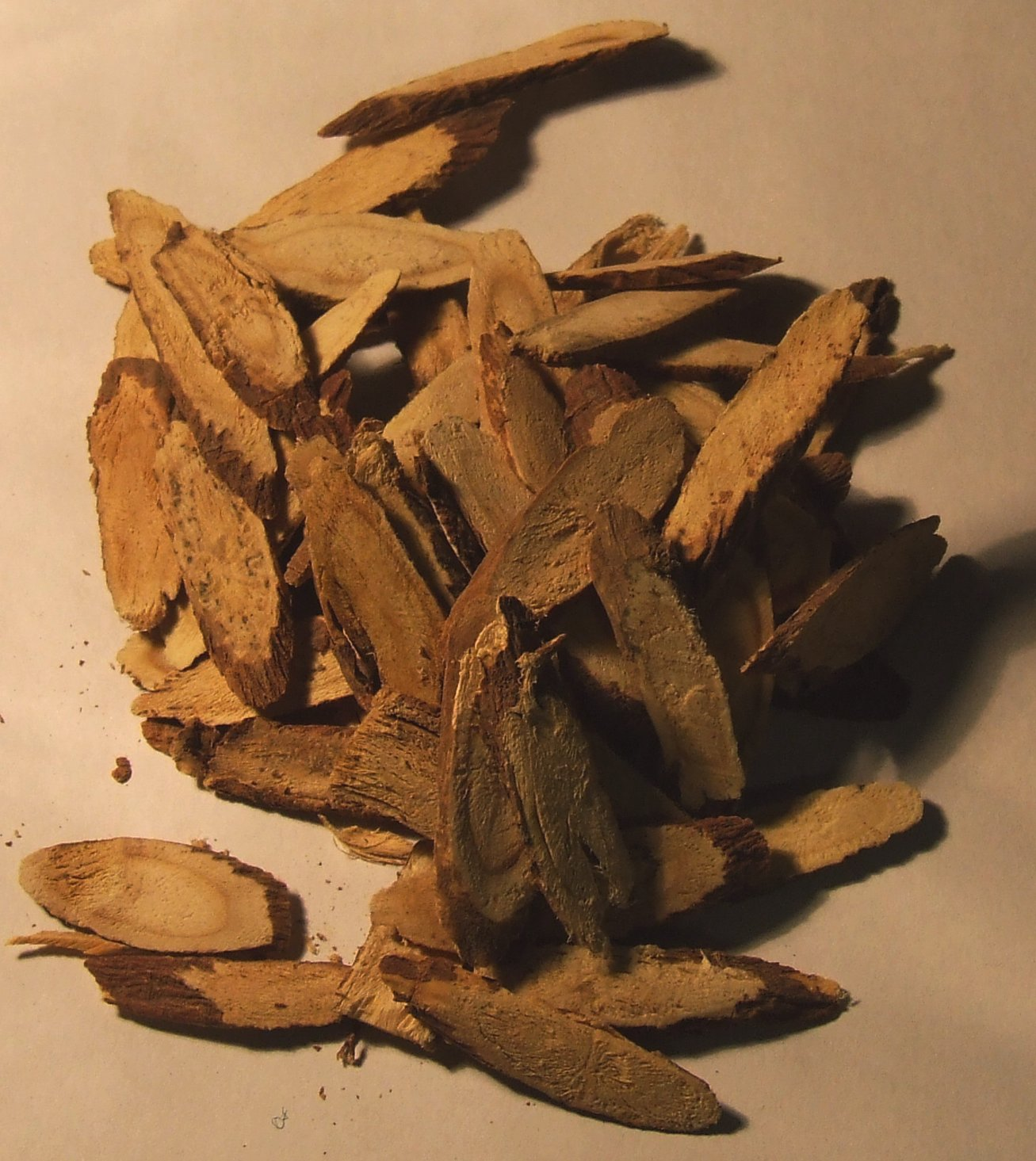
甘草

- 茯苓
- 白朮
- 桂枝
- 甘草

## 適応
体力中等度以下で、めまい、ふらつきがあり、ときにのぼせや動悸があるものの次の諸症：
立ちくらみ、めまい、頭痛、耳鳴り、動悸、息切れ、神経症、神経過敏
。

## 製薬会社
- クラシエ[6]
- ツムラ[7]
- 小太郎漢方製薬[8]
- 伸和製薬